# تمثال أبي جعفر المنصور
تمثال أبي جعفر المنصور هو تمثال لأبي جعفر المنصور مؤسس الدولة العباسية وثاني خلفائها ومؤسس وباني بغداد التاريخية، حيث اتخذها عاصمة للدولة. يقع التمثال في جانب الكرخ، في منطقة المنصور من بغداد. نحت التمثال النحات العراقي خالد الرحال، أحد أبرز رواد الحركة الفنية العراقية الحديثة، وأزاح إبراهيم محمد إسماعيل أمين العاصمة الستار عنه، بمناسبة الاحتفال بالذكرى السادسة والخمسين لتأسيس الجيش العراقي في 6 يناير/كانون الثاني، 1977 في عهد الرئيس أحمد حسن البكر، وغدا واحدًا من أبرز معالم المدينة.

## وصف التمثال
التمثال عبارة عن منحوتة من النحاس لوجه الخليفة العباسي مركبّة على جسم من الطابوق الذي يشكل بناء صغير وفيه باب خشبية ومزينة بالزخارف الإسلامية ويقع التمثال على ساحة صغيرة مدورة مزينة بالأشجار والأعشاب.
تعرض التمثال بعد حرب عام 2003 كغيره من النُصٌب والمعالم البغدادية والعراقية للتخريب وتم تفجيره كليًّا حيث لم يصمد إلا الرأس النحاسي من التخريب. بعد عامين تقريبًا من تفجيره بدأت أعمال ترميم التمثال بالكامل لسابق عهده من قبل أمانة بغداد وفقا للتصاميم الاصلية وبشكل جديد وقد تم افتتاحه في يونيو/حزيران 2008.